# Masdevallia bonplandii
Masdevallia bonplandii är en orkidéart som beskrevs av Heinrich Gustav Reichenbach. Masdevallia bonplandii ingår i släktet Masdevallia och familjen orkidéer. Inga underarter finns listade i Catalogue of Life.